# Dinosfera
El Centre Paleoambiental Dinosfera és un espai expositiu sobre dinosaures al Coll de Nargó gestionat pel Museu de la Conca Dellà.
L’espai expositiu Dinosfera forma part del projecte divulgatiu Dinosaures dels Pirineus, que vol oferir els coneixements científics sobre els darrers dinosaures que van viure a Europa a partir del patrimoni del territori i sobre la base de la recerca científica feta des de les institucions de Catalunya. En concret, a Dinosfera mostra tot allò que la ciència sap sobre la reproducció a través de l’ou. Més concretament, sobre la reproducció dels dinosaures a partir de la informació que els científics han obtingut als importants jaciments paleontològics del terme municipal de Coll de Nargó. En aquest espai expositiu, que es complementa amb el que hi ha al Museu de la Conca Dellà, a Isona, hi ha el niu més gran d’ous de dinosaure d’Europa, la reconstrucció a mida real d’un dinosaure sauròpode i un conjunt d’activitats que us permetran conèixer Catalunya a l’era dels dinosaures.